# Ousmane N'Doye
Ousmane N'Doye (Thiès, 21 marzo 1978) è un ex calciatore senegalese con passaporto francese, di ruolo centrocampista.

## Biografia
Ha un fratello anch'egli calciatore, Dame N'Doye.

## Palmarès

### Club

#### Competizioni nazionali
- Campionato senegalese: 3

Jeanne d'Arc: 1999, 2001, 2002
- Senegal Assemblée Nationale Cup: 1

Jeanne d'Arc: 2001
- Ligue 2: 1

Tolosa: 2002-2003
- Campionato saudita: 1

Al-Shabab: 2006